# Pont de Serves
El Pont de Servees és un pont de Guimarães, a Portugal, que travessa el riu Ave. El pont ha estat classificat com a Monument Nacional des del 1938.